# 휠잭

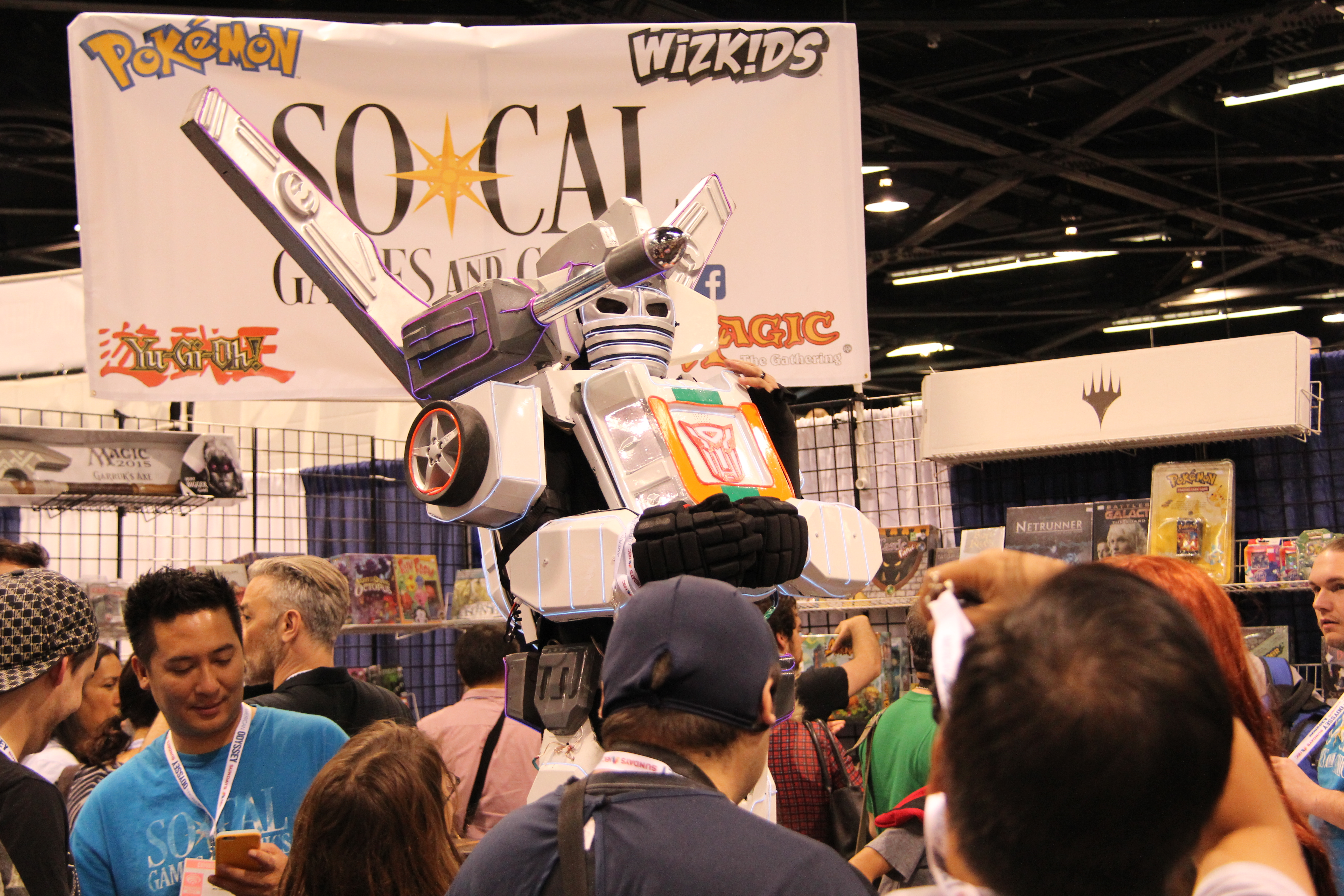

휠잭 (Wheeljack)은 오토봇의 과학자이다. 다중우주 설정으로 다른 세계관, 다른 트랜스포머 작품의 휠잭도 등장하나 다른 인물들이다.

## 상세
원작 G1 세계관 애니메이션 트랜스포머 G1에서는 다이노봇을 만들었지만 실수를 많이 해서 미친 과학자이라는 별명을 얻는다. 트랜스포머: 더 무비에서 사망하여 시체로만 등장한다. 실사영화 세계관 작품인 트랜스포머3 에서는 큐 (Que)라고 부르며 동일 인물이다. 시카고 전투 중 포로로 잡힌 후 바리케이드에 의해 처형된다. 비클 모드는 메르세데스 벤츠 E560이다.
얼라인드 세계관 애니메이션 트랜스포머 프라임에서는 비클 모드는 스포츠 카이며 과학자이자 레커즈 일원으로 등장한다.

## 성우
- 트랜스포머 G1 - 크리스토퍼 콜린스
- 트랜스포머3 - 조지 코
- 트랜스포머 프라임 - 제임스 호란